# Reflejo de acomodamiento
El reflejo de acomodamiento, de acomodación, de cercanía o de acomodación-convergencia es un acto reflejo del ojo, siendo este el responsable del enfoque de objetos cercanos luego de observar objetos distantes (y viceversa), que comprende cambios coordinados en la convergencia, forma del cristalino y tamaño de la pupila. Este depende del nervio craneal II (rama aferente del reflejo), centros superiores y de los nervios craneales III.

La luz de un solo punto de un objeto distante y la luz de un solo punto de un objeto cercano son llevados a un foco.

Un objeto cercano (por ejemplo, el monitor de la computadora) parece grande en el campo de visión, y el ojo recibe la luz desde ángulos amplios. Al mover el foco de un lejano a un objeto cercano, los ojos convergen. El músculo ciliar se contrae haciendo al cristalino más convexo, acortando su distancia focal. La pupila se contrae con el fin de evitar la divergencia de los rayos de luz choquen contra la periferia de la retina, resultando en una imagen borrosa.

## Características
Para que una imagen se forme nítidamente en el ojo, es necesario que los rayos lumínicos converjan sobre un punto concreto de la retina, la mácula retiniana. Por defecto, los rayos que provienen del infinito o que inciden paralelos sobre el ojo (en óptica se considera que provienen de una distancia mayor de cinco metros) son enfocados por el sistema de lentes (córnea y cristalino) del ojo emétrope en la mácula. 
Cuando la distancia a la que se encuentra el objeto es menor de cinco metros, la imagen no se forma en la mácula, sino detrás, y aparece desenfocada, lo cual es el estímulo que inicia el reflejo de acomodación, que acaba con la contracción del músculo ciliar, que a su vez provoca un aumento de grosor diametral del cristalino, un cambio de curvatura, un mayor poder de convergencia y, de esta manera, un enfoque correcto en la mácula retiniana.

### Camino
La información de la luz en cada retina es tomada en el lóbulo occipital a través del nervio óptico y la radiación óptica, donde se interpreta como visión. El área Brodmann 19 interpreta la acomodación y envía señales a través del núcleo de Edinger-Westphal y el tercer nervio craneal para el músculo ciliar, el músculo recto interno y (a través de las fibras parasimpáticas) el músculo del esfínter pupilar.

## Exploración semiológica
Se explora este reflejo a primero solicitando al paciente ver un punto distante para luego acercar un objeto a la nariz del paciente mientras mira su acercamiento. Al enfocar la vista, las pupilas se achican, los ojos convergen y la curvatura del cristalino aumenta. Este procedimiento puede realizarse incluso en personas ciegas.